# Roberto Tottoli
Roberto Tottoli (Villanuova sul Clisi, 5 settembre 1964) è un orientalista italiano.

## Biografia
Si è laureato in Lingue e Letterature Orientali all'Università di Venezia “Ca' Foscari” nel 1988, e ha conseguito il Dottorato di ricerca (equivalente al PhD) in “Studi su Vicino Oriente e Maghreb” nel 1996, presso l'allora Istituto Universitario Orientale di Napoli. 
Durante il dottorato ha trascorso un periodo di due anni di studio e ricerca presso l'Università Ebraica di Gerusalemme, sotto la direzione del professor M.J. Kister (1993-94). Terminato il dottorato, ha insegnato per due anni Islamistica alla Facoltà di lettere e filosofia dell'Università di Torino (1999-2002). Nel 2002 è entrato come ricercatore all'Istituto Universitario Orientale di Napoli, per poi diventare professore associato nel 2006 e infine ordinario nel 2011. 
Tra il 2012 e il 2015 ha diretto il Dipartimento di 'Asia, Africa e Mediterraneo'. Negli anni seguenti è stato professore invitato presso importanti istituzioni straniere: l'Università di Princeton (2014), di Harvard (2015), l'École des hautes études en sciences sociales di Parigi (2016), l'Institute for Advanced Study di Princeton (anno accademico 2016-1017), l'Institute for Advanced Study di Tokyo (2018), lo Hebrew Union College della University of Southern California (2019), e infine la University of Pennsylvania (2019). 
Dal settembre del 2020 ricopre la carica di Rettore dell'Università degli Studi di Napoli "L'Orientale". È membro dell'Accademia Nazionale dei Lincei e dell'Accademia delle Scienze di Torino. È inoltre membro del Consiglio di Amministrazione dell'Istituto per l'Oriente Carlo Alfonso Nallino di Roma.
Nel 2015 è stato insignito del King Abdullah ibn Abdulaziz International Award per la traduzione in lingua italiana dell'"Al-Muwatta'. Manuale di legge islamica”, pubblicato tra i Millenni della Einaudi nel 2011. Dal 2016 è membro della International Qur'anic Studies Association, USA.
Nel 2019 ha vinto un bando europeo ERC-Sinergy come Principal Investigator (PI), con un progetto intitolato The European Qurʾan (EUQU 810141) che include università spagnole, francesi e britanniche, con durata 6 anni. È autore di vari articoli per il "Corriere della Sera" su tematiche inerenti al mondo arabo e islamico.

## Opere

### Monografie
1. Vita di Mosè secondo le tradizioni islamiche, Palermo, Sellerio ed., 1992.
2. I profeti biblici nella tradizione islamica, Brescia, Paideia, 1999 (trad. inglese Biblical Prophets in the Qurʾan and Muslim Literature, London, Curzon Press, 2002, pbk edition 2010).
3. The Stories of the Prophets by Ibn Mutarrif al-Tarafi edited with an introduction and notes by Roberto Tottoli, Islamkundliche Untersuchungen n. 253, Berlin, Klaus Schwarz Verlag, 2003.
4. Catalogue of the Islamic Manuscripts from the Kahle Collection in the Department of Oriental Studies of the University of Turin, (con Maria Luisa Russo e Michele Bernardini), Roma, Istituto per l'Oriente C. A. Nallino – CNRS Mondes iranien et indien, 2011.
5. Ludovico Marracci at work: The evolution of his Latin translation of the Qurʾān in the light of his newly discovered manuscripts with an edition and a comparative linguistic analysis of Sura 18, (con Reinhold F. Glei), Wiesbaden, Harrassowitz, 2016.
6. Introduzione all'Islam, Roma, Istituto per l'Oriente Carlo Alfonso Nallino, 2018 (trad. inglese Islam: An Advanced Introduction, Routledge, 2020).
7. Leggere e studiare il Corano. Una guida, Roma, Istituto per l'Oriente Carlo Alfonso Nallino, 2021.

### Volumi collettanei
1. Corano e Bibbia, Atti del Convegno organizzato dall'Associazione Biblia e dall'Istituto Universitario Orientale, ed. R. Tottoli, Brescia, 2000.
2. Hadith in modern Islam, ed. R. Tottoli, Oriente Moderno, 82, 1 (2002).
3. Orientalists at Work. Some Excerpts from Paul E. Kahle's Papers upon Ibn Daniyāl Kept in the Department of Oriental Studies of the University of Turin, The Department of Oriental Studies, University of Turin. DOST Archives n. 1, Alessandria, Edizioni dell'Orso, 2009.
4. Le religioni e il mondo moderno. III. Islam, Torino, Einaudi, 2009.
5. Routledge Handbook of Islam in the West, ed. R. Tottoli, London–New York, Routledge, 2015.
6. Books and Written Culture of Islamic World. Studies Presented to Claude Gilliot on the Occasion of His 75th Birthday, edito da A. Rippin, R. Tottoli, Leiden–Boston, Brill, 2015.
7. The Wiley Blackwell History of Islam, edito da Armando Salvatore, R. Tottoli and B. Rahimi, Hoboken–Chichester, Wiley Blackwell, 2018.

### Traduzioni dall'arabo
1. The Wiley Blackwell History of Islam, edito da Armando Salvatore, R. Tottoli and B. Rahimi, Hoboken–Chichester, Wiley Blackwell, 2018.
2. Al-Azraqi, La Kaʿbah. Tempio al centro del mondo, Trieste, Società italiana testi islamici, 1992.
3. al-Tarafi, Storie dei profeti, Genova, il Melangolo, 1997.
4. Vita di Gesù secondo le tradizioni islamiche, Palermo, Sellerio, 2000.
5. Vite antiche di Maometto, ed. M. Lecker, testi scelti e tradotti da R. Tottoli, Milano, Mondadori, 2007 [ripr. in Vite e detti di Maometto, ed. A. Ventura, Milano, Mondadori, “I Meridiani. Classici dello Spirito”, 2014.
6. Mālik ibn Anas, Al-Muwattaʾ. Manuale di legge islamica, Torino, Einaudi, 2011.

### Curatele
1. Hartmut Bobzin, Maometto, a cura di Roberto Tottoli, Torino, Einaudi, 2002, ISBN 978-88-06-16194-1.